# El Huarumbo
El Huarumbo är en ort i Mexiko.   Den ligger i kommunen San Pedro Mixtepec -Dto. 22 - och delstaten Oaxaca, i den sydöstra delen av landet, 400 km sydost om huvudstaden Mexico City. El Huarumbo ligger 251 meter över havet och antalet invånare är 504.
Terrängen runt El Huarumbo är lite bergig.  Trakten runt El Huarumbo är nära nog obefolkad, med mindre än två invånare per kvadratkilometer. Närmaste större samhälle är Puerto Escondido, 13,5 km söder om El Huarumbo. Omgivningarna runt El Huarumbo är en mosaik av jordbruksmark och naturlig växtlighet.